# أوزوالد لويس (كاهن كاثوليكي)
أوزوالد لويس (بالإنجليزية: Oswald Lewis)‏ هو كاهن كاثوليكي هندي، ولد في 30 يوليو 1944.